# James Stirling (wiskundige)

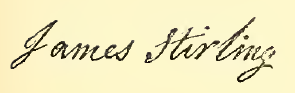
Handtekening (12 dec. 1735)

James Stirling (mei 1692–5 december 1770) was een Schots wiskundige die zich voornamelijk bezig hield met onderwerpen uit het deelgebied analyse van de wiskunde.

## Leven en werk
James Stirling werd geboren in het dorpje Garden ten westen van Stirling (Schotland) en overleed in Edinburgh (Schotland).
Op 18-jarige leeftijd ging hij naar het Balliol College in Oxford (Engeland) als beursstudent (met een beurs van Snell Exhibitions). Voornamelijk door de invloed van John Erskine (1675-1732), graaf van Mar en jakobiet, kreeg hij in 1711 een vervolgbeurs (uit het legaat van bisschop John Warner). Na de eerste jakobitische opstand in Schotland, in 1715, werd hem die beurs echter ontnomen, omdat zijn familie ook tot de jakobieten behoorde.
Hij vertrok naar Venetië (Italië), waar hij zich, door bemiddeling van de met hem bevriende Nicolò Tron (1685-1771), ambassadeur in Londen van de Republiek Venetië, als leraar wiskunde vestigde (vermoedelijk tot 1722).
In die tijd correspondeerde hij o.a. met Isaac Newton, die hem rond 1725 hielp terugkeren naar Londen, omdat Stirling bang was vermoord te worden vanwege een geheim van de Venetiaanse glasmakers dat hij zou hebben ontdekt.
In Londen was hij tien jaar leraar wiskunde en verbonden aan Watt’s Academy in Covent Garden, een instituut dat nauw gerelateerd was aan de doctrines van Isaac Newton. Hij besteedde zijn vrije tijd ook aan wiskunde en correspondeerde met vooraanstaande wiskundigen. Hij werd dan ook snel opgenomen in wetenschappelijke kringen. In 1726 werd hij toelaten tot de Royal Society of Londen.
Van 1734 tot 1736 werkte hij ’s zomers voor de Scots Mining Company in Leadhills (South Lanarkshire, Schotland), waarvan hij in 1737 manager werd. Hij ging toen ook in Leadhills wonen. Dat hij zich niet alleen met wiskunde bezig hield, blijkt uit een artikel aan de Royal Society over een door water aangedreven compressor ten behoeve van de mijnbouw.
In 1746 werd hij voorgedragen als kandidaat voor de wiskunde-leerstoel van de University of Edinburgh, als opvolger van de overleden Colin Maclaurin, maar zijn jakobitische principes maakten zijn benoeming onmogelijk.
Stirling's naam is ook verbonden aan een andere praktische onderneming. De rekeningen van de stad Glasgow over het jaar 1752 laten zien dat bij de eerste 10 miljoen sterling die zijn uitgegeven om Glasgow tot een zeehaven te maken, een bedrag was van £ 28, 4s. 4d. voor een zilveren waterkoker, aan te bieden aan “James Stirling, mathematician, for his service, pain, and trouble in surveying the river towards deepening it by locks”.
Stirling bleef tot aan zijn overlijden in 1770 bij Scots Mining werken. Hij werd begraven op Greyfriars Kirkyard Burial Ground in Edinburgh.

## Boeken e.d.

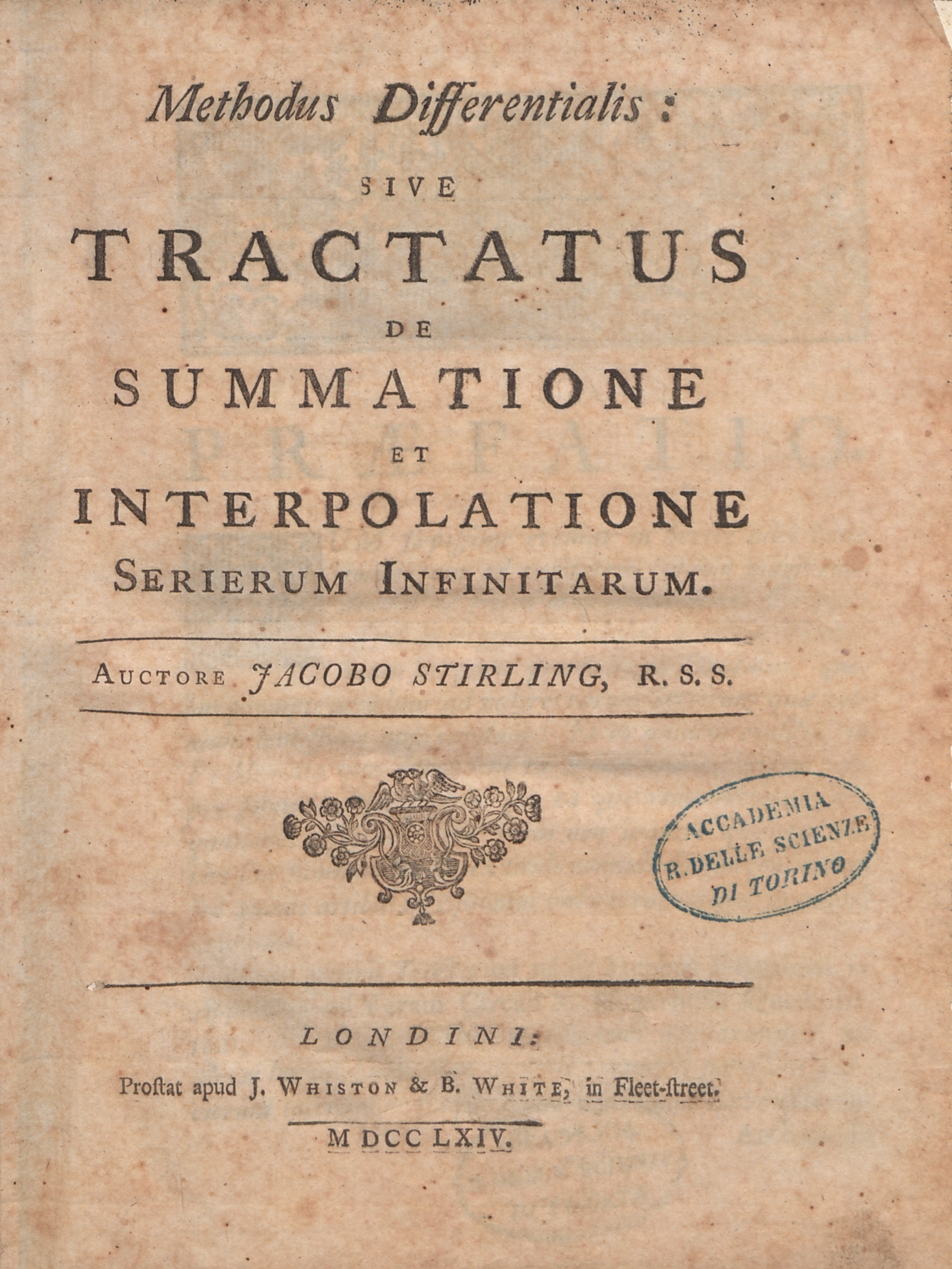
Methodus Differentialis, 1764

- 1717 - Lineæ Tertii Ordinis Neutonianæ, sive Illustratio Tractatus D. Neutoni De Enumeratione Linearum Tertii Ordinis. Parisiis, Impensis J.B.M. Duprat (Parijse herdruk in 1797). Via: e-rara.ch (digitized rare books from Swiss libraries).

In dit boek staat Stirling’s bijdrage aan de Newton’s classificatie van de 3e-graads krommen (met de bewijzen die Newton niet gaf). En onder andere ook het artikel Methodus disponendi quotcumque Sphaeras in Fornicem; et indè demonstratur Proprietas praecipua Curvae Catenarias (pp. 190-193), een verhandeling over de kettinglijn.
- 1719 - Methodus Differentialis Newtoniana Illustrata. In: Philosophical Transactions, vol. 30; pp. 1050–1070. Via Google Boeken.[3]
- 1730 - Methodus Differentialis: sive Tractatus de Summatione et Interpolatione Serierum Infinitarum. G. Strahan, Londini (Londen). Via: Google Boeken c.q. via Gallica BnF.

In dit boek zijn onder meer te vinden de Stirling-getallen (die gebruikt worden in de combinatoriek en de formule voor de benadering van {\displaystyle n!} voor grote waarden van {\displaystyle n.}
- The Differential Method: Or, A Treatise Concerning Summation and Interpolation of Infinite Series, London: E. Cave (1749) - Engelse vertaling door Francis Holliday. Via Google Boeken.

- 1735 - Of the Figure of the Earth, and the Variation of Gravity on the Surface. In: Philosophical Transactions, vol. 39, pp. 98–105. Via Google Boeken.
- 1745 - A Description of a Machine to blow Fire by the Fall of Water. In: Philosophical Transactions, vol.  43, pp. 315–318. Via: Google Boeken.

## Zie verder (eponymen)
- benadering van {\displaystyle n!} voor grote waarden van {\displaystyle n} - formule van Stirling (ook wel Stirling's benadering, stelling van Stirling)
- constante van Stirling, te weten het getal {\displaystyle {\sqrt {2\pi }}} (in de benadering van {\displaystyle n!})
- Stirling-getallen van de eerste soort; zie ook Stirling-polynomen[5]
- Stirling-getallen van de tweede soort
- interpolatieformule van Stirling[6]
- gammafunctie (d.i. de analytische voortzetting van de faculteitsfunctie)